# 巻雲
巻雲（けんうん）は雲の一種。刷毛で伸ばしたように、または繊維状の、細い雲が散らばった形の白い雲である。細い雲片一つ一つがぼやけず輪郭がはっきりしていて、絹のような光沢をもつのが特徴。絹雲（けんうん、きぬぐも）と書かれることもある。俗称ですじ雲（すじぐも）、はね雲（はねぐも）、しらす雲（しらすぐも）とも呼ばれる。

## 名称
国際的な雲形の分類である十種雲形の1つで、ラテン語学術名はCirrus（シーラス）、略号はその頭2文字をとったCiである。Cirrusはラテン語で巻き毛を意味する。Cirrusの日本語への訳語としては「巻雲」が当初から用いられていた。しかし、巻の「ケン」という読みが常用漢字の表外音訓となっているという指摘などから、1965年に「絹雲」という字を当てることが決定されてしばらく使用されていた。その後1988年に再び「巻雲」に戻ったが、その名残が残っている。

## 形状と出現環境

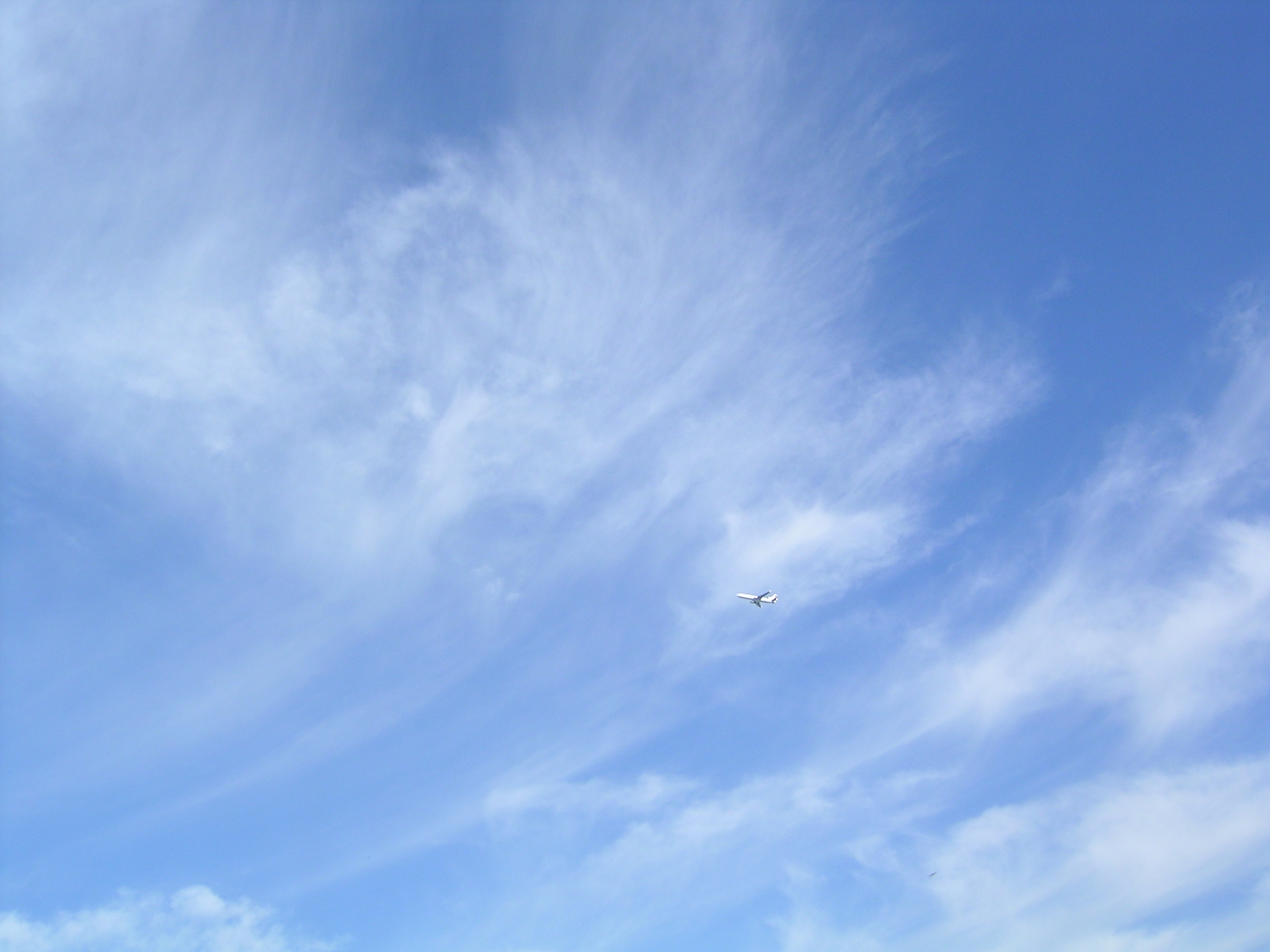
巻雲と飛行機

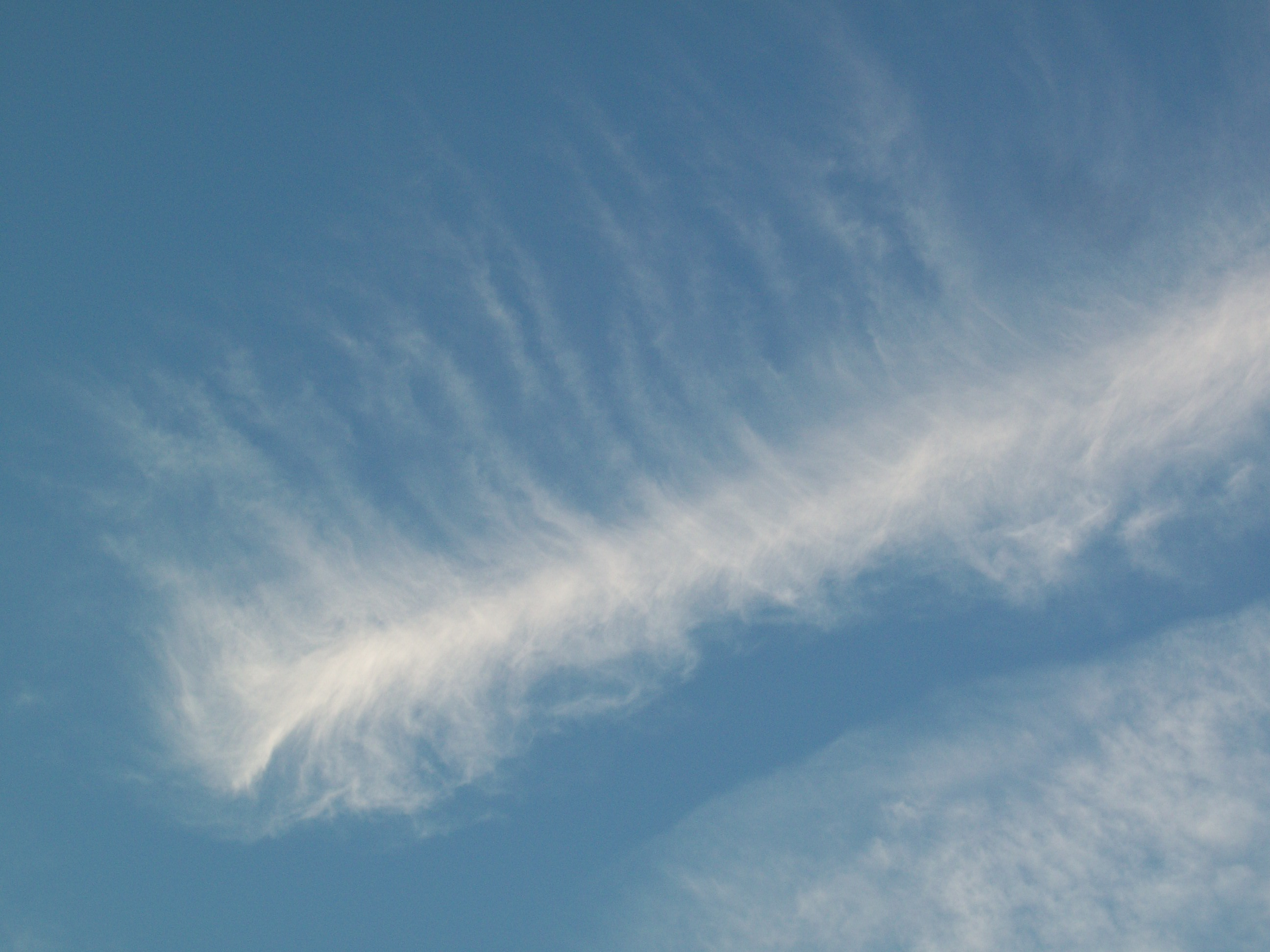
肋骨雲

形状は殊に多様である。まっすぐなものもあれば、糸や羽根などに例えられるように曲がったものもある。また変化が速く、刻々と形を変えることがある。
白いすじが不規則に曲がっていたり（毛状雲）、頭の部分が鉤型に反り返っていたり（鉤状雲）、綿状のかたまりになっていたり（房状雲）と、バリエーションがある。まっすぐに長く伸びたものは英語で"mare's tails"（牝馬の尾。訳語として「馬尾雲」を充てることがある）と呼ばれる。
上空は水蒸気量が少ないため多くは厚みの乏しい薄い雲である。しかし、厚みを持ち布切れのような形をした種もある（濃密雲）。
風が比較的弱く乱れのある時にみられるのが、糸がもつれたような形のもつれ雲。一方、魚の骨あるいは肋骨のように、太い直線の雲の両側に直角に細い雲が並ぶのが肋骨雲である。肋骨雲は、雨が降る前に現れる場合もあるが、反対に雨の後に現れて消えていく場合もある。
もくもくと発達した積乱雲の雲頂から生じる巻雲もある。なお、最盛期を迎えた積乱雲は雲頂が毛羽立ち、すじ状や毛状の巻雲が付随するが、これを多毛雲と呼ぶ。
対流圏の上部に発生し、氷の粒（氷晶）でできている。鉤状雲や房状雲にみられる尾を引いたように見える雲は、地上からは同じ高さに見えるが、氷晶が落下しながら蒸発することでできる。尾が長く伸びることがあり、上空で高さにより風速が異なると尾が曲がって見える。上空の湿度が高いときは飛行機雲が長く残って巻雲となる。国際雲図帳2017年版では、10分間以上残る飛行機雲を巻雲（飛行機由来巻雲）としている。また飛行機雲の氷晶が成長移動して、引き延ばされたりすることがある（飛行機由来変異雲）。このとき、飛行機のエンジンの排気に含まれる塵が凝結核や氷晶核となることで雲が生じている。
雲ができる高度は、高緯度地域では3 - 8 km、日本を含む中緯度地域で5 - 13 km、低緯度地域では6 - 18 km付近であるが、上層雲の中では最も高い高度に出現することが多い雲である。
中緯度地方では特に春や秋に多く見られる。ただし、頻度は違うが一年中見られる雲である。

## ジェット巻雲
上空高く、対流圏上部の圏界面に近いところに吹いている非常に強い風、ジェット気流に沿って巻雲がみられることがある。ジェット雲やジェット巻雲という。
ジェット巻雲の代表的な例としてシーラスストリークとトランスバースラインがある。シーラスストリークはジェット気流の強風域の低緯度側に気流と平行な方向に並ぶ細長い筋状の巻雲である。トランスバースラインはジェット気流の強風域にそれと垂直な方向に並んで発生する波状の巻雲列である。トランスバースラインの発生する部分には乱気流が発生していることがしばしばある。シーラスストリークは直線的、トランスバースラインは縁が波打ったようになっていることから、雲画像だけでも判別可能である。
地上からジェット巻雲を見ると、東西に空を横切るように放射状に見える。

## 天気の変化と巻雲

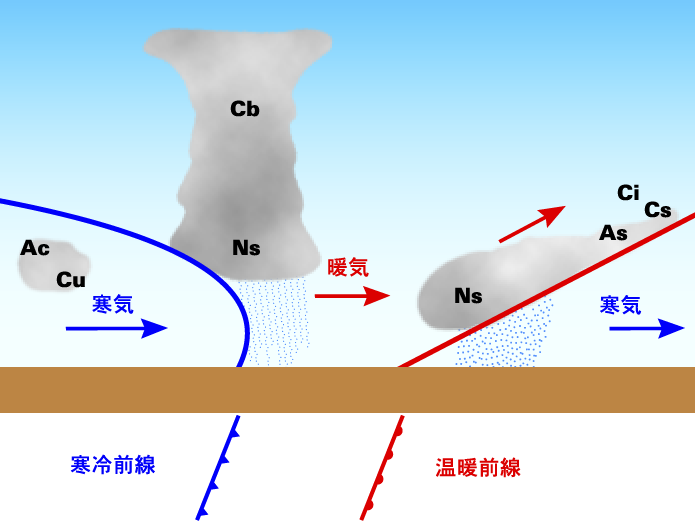
温暖前線が近づくとまず巻雲が現れるが、まだしばらくは雨が降る心配はない

青空の広がった好天が転じて天気が崩れるとき、他の雲より先に、最初に現れることが多い。温暖前線や低気圧、台風が接近してくるとき最初に現れる。
濃い巻雲や多様な形の巻雲が広がるのは上空の湿度が高まっている証で、その後、雲が増えて巻層雲、高層雲、乱層雲と低い雲に変化していき、雨が降りだすことがある。これは古くから知られており、すじ雲が空一面に広がると雨が近いといった言い伝え（気象伝承）がある。
温暖前線の場合、寒気と暖気の衝突する前線面が南（北半球の場合。厳密には低緯度側）や東（中緯度の場合。西の場合もある）にいくほど上空の高い地点になってくる。雲は前線面付近にできるため、最も高い高度にできる巻雲が最初に現れるのである。熱帯低気圧の場合、大気の上空で低気圧から周囲に湿暖気流が吹き出しているが、気流の末端部分に巻雲ができるためである。
ただ、巻雲が見られるような段階では、その後少なくとも数時間は晴天が続くと考えられ、すぐに雨が降る心配は少ない。ある統計によれば、巻雲が現れてから雨になるまでの時間は12時間から24時間程度だったという。

## 巻雲と情景

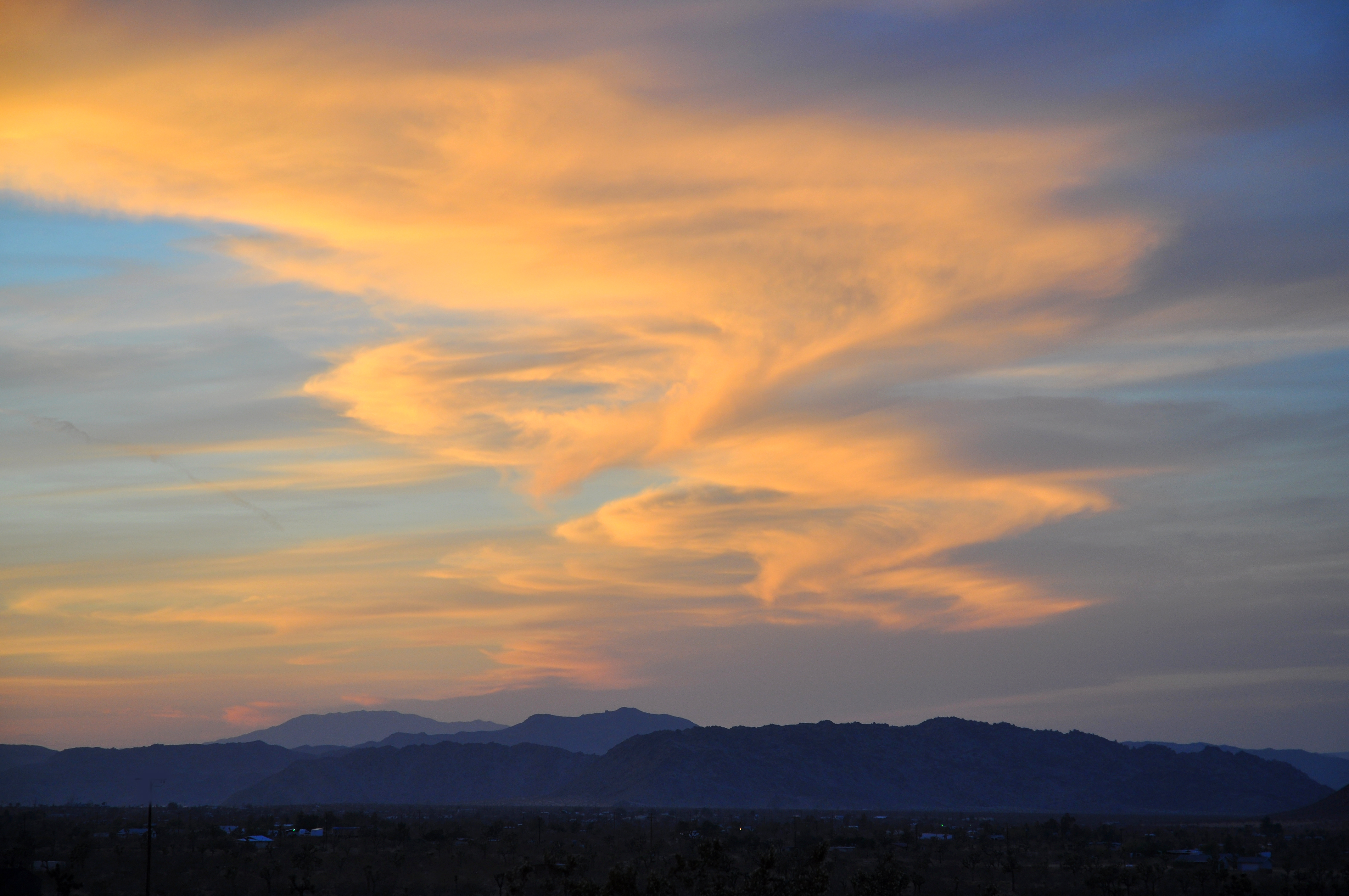
夕焼けと巻雲

厚みのある夏の雲がなくなって青空に白い巻雲が広がる様は、「秋の訪れ」を表すものとされる。
また多様な形は、絹、毛、しっぽ、鳥、魚の骨、のろしなど様々なものに形容される。
青空を表現するときには、すじ雲の存在が空の高さを感じさせやすくする。（参考:美術の技法）
朝焼け・夕焼けの空では、薄い巻雲は日の傾きに従って黄色・ピンク色・赤色と次々に色を変化させる。また最も高い雲であるため、日の出のとき他の雲より早く、また日没のとき他の雲より遅く色づき、低い雲が黒くなってからもしばらくは明るく色づいて見える。

## 派生する雲形
国際雲図帳2017年版の解説によると、巻雲に現れることがある種・変種・副変種は以下の通り。
- 雲種 - 毛状雲、鉤状雲、濃密雲、塔状雲、房状雲
- 雲変種 - もつれ雲、放射状雲、肋骨雲、二重雲
- 雲副変種（部分的に特徴のある雲） - 乳房雲、fluctus[注 2]